# Ussuri
Ussuri (russisk: Уссури, tr. Ussuri; kinesisk: 乌苏里江; pinyin: Wūsūlǐ Jiāng) er højre biflod til Amur og grænseflod mellem Kina og Rusland. Den har sit udspring i Rusland og løber mod nord til den kommer når Kina grænse på venstre bred og Rusland på højre, og udmunder Amur, der også danner grænse mellem de to lande. 
Ussuri er omkring 897 km lang. Afvandingsområdet er på 193.000 km². Floden har ofte haft oversvømmelser med katastrofale følger. Den er islagt fra omkring november til april.

## Fiskebestand
Floden er rig på mange sorter fisk, som ketalaksen, ørred, lenoklaks (brachymystax lenok) og stalling, samt karusse, europæisk malle, karpe, mallearten pelteobagrus fulvidraco, sølvkarpe (hypophthalmichthys molitrix) og aborrearten siniperca vietnamensis.

## Grænsekonflikt
Der har været en betydelig uenighed om Ussuri som grænselinje i og med at floden har mange øer og ofte har ændret sig så at dens talweg har flyttet sig, og i marts 1969 opstod der en væbnet konflikt i området mellem Kina og Sovjetunionen, med fokus om pinyin: Zhenbao-øen, russisk: Damanskij, og der var frygt for at der var en reel fare for storkrig mellem de to lande, med brug af atomvåben.
Man nåede frem til en bilæggelse af stridighederne, men en egentlig aftale om grænsedragningen blev først indgået efter langvarige forhandlinger, efter Sovjetunionens fald; I 1977 indgik man dog en aftale som regulerede skibsfarten på Ussuri. 
Moderne russisk-kinesiske grænseaftaler har reguleret grænsedragningen; den sidste omtvistede bid, knyttet til øerne nederst hvor Ussuri forener sig med Amur tæt ved den russiske by Khabarovsk, blev reguleret i 2008 – for det meste ved at det kinesiske krav blev indfriet, på nær den del af den største ø som strækker sig helt ned til den modsatte bred af Khabarovsk centrum.

## Kommerciel anvendelse
Ussuri anvendes til vandforsyning. Floden kan sammen med bifloden Sungatschi (også grænseflod mellem Kina og Rusland) om sommeren besejles på en strækning af 622 km, imidlertid er besejlingen på floden ikke regelmæssig. Det største del af transporterne i området går enten via den nærtbeliggende transsibiriske jernbane eller motorvejen Khabarovsk-Vladivostok. Tidligere blev floden benyttet til tømmerflådning.
De største bifloder er Arsenevka, Bolsjaja Ussurka, Bikin, Khor, Mulinkhe og Naolikhe.